# Биссет, Дональд
Дональд Биссет (англ. Donald Bisset; 3 августа 1910, Брентфорд, Большой Лондон — 10 августа 1995, Большой Лондон) — английский детский писатель, художник, киноактёр и театральный режиссёр.

## О писателе
Биссет начал свою артистическую карьеру в 22 года, играл в Королевском шекспировском театре. В 1953 году Биссет был приглашен на канал «Би-Би-Си», где начал вести детские передачи. Биссет — мастер короткой сказки с неожиданным сюжетом. Краткость его сказок вначале была обусловлена характером телепередач, которые он вел. Это были 8—10-и минутные программы, для которых требовались очень небольшие, но способные удержать внимание ребёнка истории. С этой задачей Биссет справился так успешно, что сказки объёмом в 2—3 страницы прославили его больше, чем актёрские работы.
Биссет создал мир коротких сказок, не только воплотил свои задумки в двух прославивших его книгах — «Забытый день рождения» и «Путешествие по реке Времени», — но и осуществил телепостановки из лучших своих сказок. Биссет, будучи ещё и художником, сам оформлял свои книги. Также он отличился как изобретательный театральный режиссёр, сам поставил свои сказки на сцене Королевского Шекспировского театра в Стратфорде-на-Эйвоне и даже сыграл в них с десяток небольших ролей. Он придумал и поселил в Африке зверя, которому никогда не бывает скучно: одна половина его состоит из Обаятельнейшего Кота, а другая — из Находчивого Крокодила. Зовут зверя Крококот. Любимый друг Дональда Биссета — тигрёнок Рррр, вместе с которым Дональд Биссет любит путешествовать по реке времени до конца Радуги. И так умеет шевелить мозгами, что его мысли шуршат. Главные враги Дональда Биссета и Тигрёнка Рррр — Вреднюги с именами Нельзя, Несмей и Стыдись.
Источник занимательности сказок Биссета — не сложная интрига или захватывающие приключения, а безграничная фантазия. Вместе с тем в сказках Биссета присутствует широкий спектр эмоций. С радостью соседствует грусть, с иронией и английским юмором — лиричность переходит в беззащитность.
Н. В. Шерешевская (переводчица на русский язык сказок Биссета) о писателе:
Английский сказочник… начал писать сказки по заказу лондонского телевидения и сам читал их в детских передачах. А читал он превосходно, потому что был профессиональным актёром и сопровождал чтение своими забавными и выразительными рисунками. Передача длилась минут восемь, и соответственно, объём сказки не превышал двух-трёх страниц. Первая книжка его коротких сказок вышла в серии «Читай сам» в 1954 году. Она называлась «Расскажу, когда захотите». За ней последовали «Расскажу в другой раз», «Расскажу когда-нибудь» и так далее. Потом появились сборники, объединённые одними и теми же героями, — «Як», «Беседы с тигром», «Приключения утки Миранды», «Лошадь по кличке Дымка», «Путешествие дядюшки Тик-Так», «Поездка в Джунгли» и другие. Все книги выходили с рисунками самого автора.

## Роли в кино
В Англии Биссет известен и как киноактёр. Он сыграл роли в 57 фильмах и телесериалах, оставшихся неизвестными за пределами Англии. Первую роль Биссет сыграл в фильме «Go-round» в 1949 году.
В 1978 году сыграл небольшую роль в фильме «Вожди Атлантиды», шедшем в том числе и в советском прокате.
Последний раз в кино он сыграл в 1991 году в английском телесериале «Чисто английское убийство» («The Bill») роль мистера Гримма.

## Некоторые произведения (сказки)
- Дракон и волшебник
- Игра в прятки
- Коровы и ветер
- Мистер Крококот
- Откуда взялась морская звезда
- Под ковром
- Про вокзал, который не стоял на месте
- Про лужу и булочку с изюмом
- Про полисмена Артура и про его коня Гарри
- Точка-мама и Точка-дочка
- Туман
- Ух
- Хлебные крошки
- Амур и соловей
- Блэкки и Рэдди
- Вниз!
- Волна Большая и волна Маленькая
- Жук-философ и другие
- Имбирное печенье
- Крякающий почтовый ящик
- Кукареку и Солнце
- Про мальчика, который рычал на тигров
- Миранда-путешественница
- Мыши на Луне
- Нельсон и курочка
- Нолс и можжевельник
- Малышка пингвин по имени Принц
- Про малютку-автобус, который боялся темноты
- Про Ззззззз
- Про попугая Эрни, который заболел корью
- Про чайку Оливию и черепаху Розалинду
- Путешествие Джо
- Рыба с жареной картошкой
- Сент-Панкрас и Кингс-Кросс
- Про улитку Оливию и канарейку
- Шшшшш!
- Як
- Три шляпы мистера Кепи
- Про жука и бульдозер
- Про корову Красотку
- Про поросёнка, который учился летать
- Про тигрёнка
- Про тигрёнка, любившего принимать ванну
- Путешествие Дейзи в Австралию
- Аннабель
- Муравей и сахар
- Бац!
- Всё кувырком
- Га-га-га!
- Дракон Комодо
- Забытый день рождения Комодо
- Красная шапочка Комодо
- Кузнечик и улитка
- Лошадь молочника
- Носорог и добрая фея
- Хочешь, хочешь, хочешь…
- Орел и овечка